# Miseria e nobiltà (opera lirica)
Miseria e nobiltà è un'opera lirica in due atti di Marco Tutino, su libretto di Luca Rossi e Fabio Ceresa, commissionata dal Teatro Carlo Felice di Genova e rappresentata in prima assoluta il 23 febbraio 2018, con la direzione di Francesco Cilluffo e la regia di Rosetta Cucchi.
Il libretto è liberamente tratto dall'omonima commedia di Eduardo Scarpetta.

## Trama
Sì, ho fame, lo ammetto,
ho fame come un lupo,
e l’idea di una cena non mi spiace,
fosse anche solo per un po’ di pane.
Ma più di questa fame,
più forte del bisogno c’è il rispetto:
Chi rispetta sé stesso,
chi crede in un’idea, non è più lupo.
Felice, Atto I

### Atto 1
Napoli, giugno 1946, nei giorni del referendum Monarchia - Repubblica. Felice Sciosciammocca, ex maestro di scuola che ha perso il lavoro dopo aver rifiutato la tessera del Fascio, vive in un basso col figlio Peppiniello cercando di sopravvivere come scrivano. A lui fa visita Gemma, prima ballerina del Teatro di San Carlo, col fidanzato Eugenio, figlio del principe Ottavio di Casador ed ex allievo di Felice. I due innamorati gli chiedono aiuto: don Gaetano, padre di Gemma, ha invitato a cena il padre di Eugenio - ma quest'ultimo, benché segreto spasimante della stessa Gemma, non acconsente alle nozze del figlio con una ballerina. La coppia, disperata, implora Felice di aiutarli spacciandosi per il Principe di Casador ed accettando di incontrare a cena don Gaetano. Dopo un fermo rifiuto, Felice si lascia convincere da un faraonico pranzo a base di spaghetti che Gemma gli fa recapitare a casa per tutti gli abitanti del basso. Intanto Peppiniello, mandato dal padre a impegnare un capotto, incontra per strada Bettina, fantesca di don Gaetano. Bettina è sua madre, ma Peppiniello non ne ha memoria ed è convinto che la madre si emigrata in America.

### Atto 2
Dopo un litigio col padre, Peppiniello ha trovato lavoro come sguattero grazie a Bettina. Felice, nei panni di Ottavio, giunge a cena e si confronta con Gaetano, cercando di impersonare al meglio il Principe di Casador. Un incontro fortuito con Bettina rischia di rovinare la recita: i due, un tempo marito e moglie, si sono separati dopo un episodio di infedeltà di Bettina, consumato proprio col Principe di Casador. Per questo motivo Felice non le permette di vedere il figlio. Grazie alle suppliche di Gemma ed Eugenio, la recita riprende ma viene subito interrotta dall'arrivo del vero Principe di Casador, che ha scoperto i piani del figlio. Gaetano, inizialmente spaesato, non capisce quale dei due sia il vero Principe: l'arcano viene facilmente svelato quando la radio annuncia la vittoria della Repubblica al referendum e Felice non può trattenersi dall'esultare. Di fronte all'altezzosità del Principe, che ammette di aver abusato con l'inganno di Bettina promettendole un lavoro per Felice, e che considera Bettina e Gemma donne con cui divertirsi senza impegno, don Gaetano esplode. Non più interessato al benestare di Ottavio, benedice le nozze di Eugenio con la figlia Gemma. Felice, commosso per il sacrificio di Bettina, le chiede perdono: i due si riuniscono col figlio Peppiniello mentre per le strade di Napoli il popolo festeggia la nascita della Repubblica italiana.

## Organico
2 (II anche ott.). 2 (II anche cor.i.). 2. clb. 2. /2. 2. 2. - . / timp perc arpa / archi 

## Personaggi e interpreti
| personaggi                                      | interpreti della prima assoluta |
| ----------------------------------------------- | ------------------------------- |
| Bettina, soprano                                | Valentina Mastrangelo           |
| Peppiniello, voce bianca o mezzosoprano/soprano | Francesca Sartorato             |
| Gemma, mezzosoprano                             | Martina Belli                   |
| Eugenio, tenore                                 | Fabrizio Paesano                |
| Contadino/Cameriere, tenore di carattere        | Nicola Pamio                    |
| Felice Sciosciammocca, baritono                 | Alessandro Luongo               |
| Don Gaetano, basso-baritono buffo               | Alfonso Antoniozzi              |
| Ottavio, basso                                  | Andrea Concetti                 |